# Gent

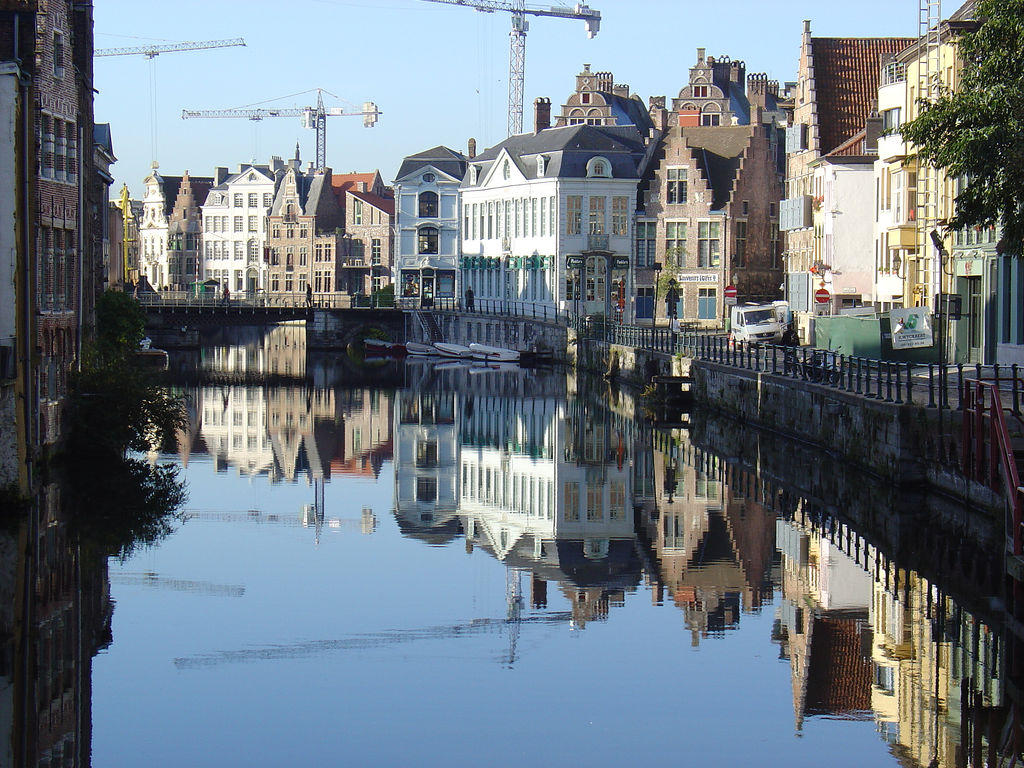
Kanalen i Gent

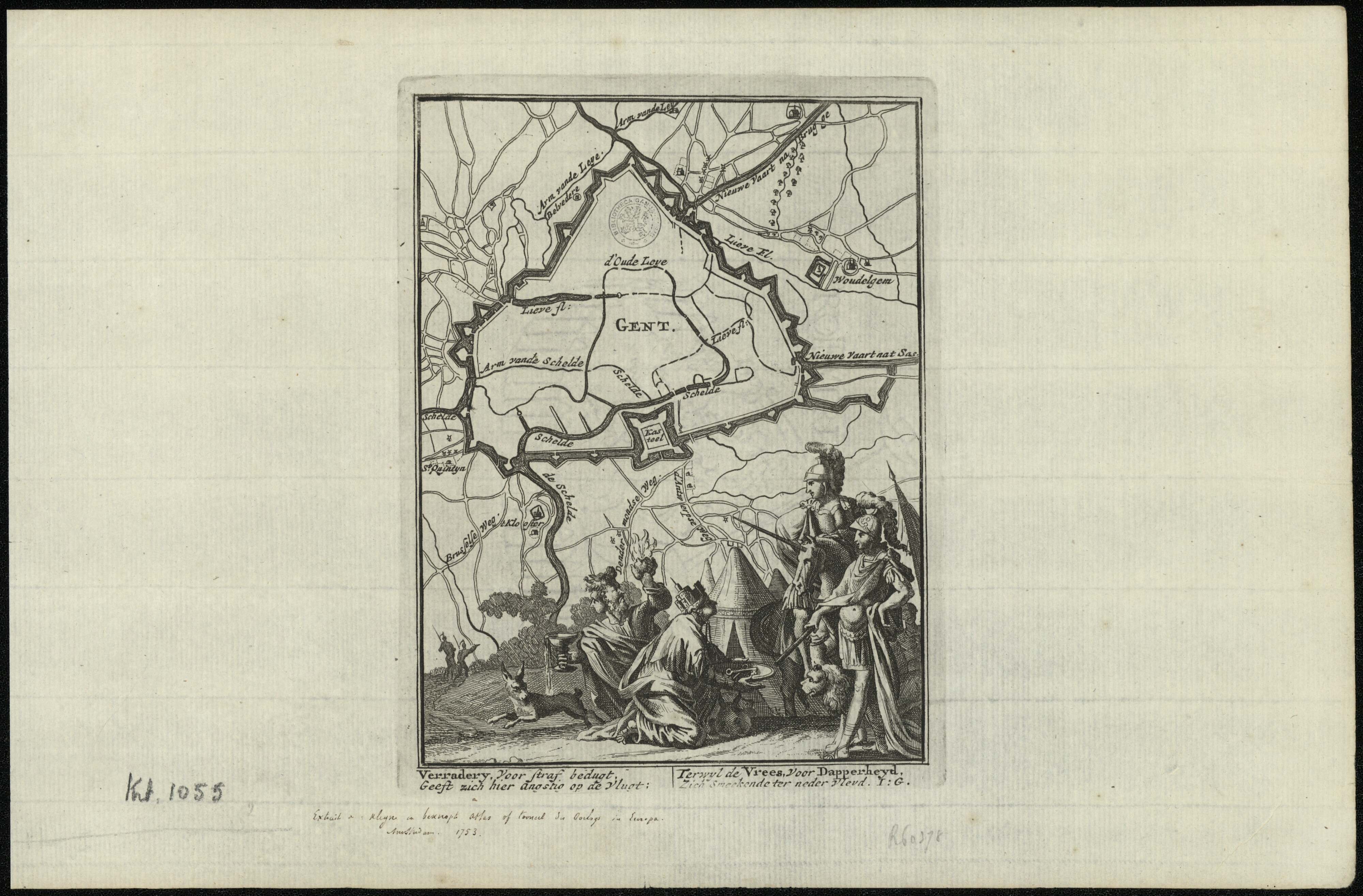
Borgen Gravensteen i Gent

Gent (franskt namn: Gand) är en stad och kommun i Flandern i Belgien, med 262 219 invånare (år 2019). Gent ligger i provinsen Östflandern.
Stadens järnvägsstation är en av Belgiens mest trafikerade och även om Gent ligger i inlandet så har staden en hamn, som står i förbindelse med Nordsjön via Gent-Terneuzenkanalen. Det finns en väl utbyggd spårvagnstrafik och lokaltrafiken är generellt sett billig. Det finns tre spårvagnslinjer i staden, linje 1, linje 2 och linje 4. Eftersom det är en universitetsstad är antalet cyklister ganska stort.
Dialekten man talar i Gent kallas för Gents. Den avviker ganska mycket från de andra östflamländska dialekterna. 
Varje sommar anordnas den tio dagar långa festivalen Gentse Feesten.

## Historik
År 631 grundades i trakten av Gent Pagus gandavus, ett missionskloster. Karl den Store anlade en flottstation här för att skydda Schelde mot vikingarna, och 861 anlades en borg. I slutet av 1100-talet gav grevarna av Flandern Gent dess första privilegier, och under de följande århundradena fick staden, som blev centrum för en betydande textilindustri, en allt större självständighet och blev en viktig faktor i storpolitiken. Den ursprungligen aristokratiska författningen blev under 1300-talet efter bittra strider ersatt av en mera demokratisk. 1385 kom Gent under Burgund. Efter ett par uppror, det sista 1539-40, berövades staden sin självständighet. Gent räknades under början av 1500-talet som Europas största stad, och hade då runt 175.000 innevånare. Stadens välstånd var dock redan på återgång, då den införlivades med Spanska Nederländerna 1584, och sedan Schelde spärrats av holländarna 1648, minskades dess betydelse ytterligare. Staden kom senare att uppleva en ny blomstring i samband med linne- och bomullsindustriernas utveckling.

## Sevärdheter
Bland stadens sevärdheter märks borgen Gravensteen, där grevarna av Flandern residerat, byggd 1180, och ett stycke därifrån det yngre furstliga slottet Geeraard Duivelsteen. Bland äldre profanbyggnader märks Stapelhuis, en senromansk byggnad från 1200-talet, samt det vackra gotiska Schippershuis. Av det hus där Karl V föddes, finns bara portalen bevarad. Vid det gotiska stadshuset finns det 118 meter höga vårdtornet Beffroi (Belfort) från 1300-talet, och bredvid ligger klädeshallarna. Bland kyrkobyggnaderna märks särskilt den gotiska katedralen Sint-Baafs, i vilken man kan beskåda Gentaltaret, utfört 1420-1432 av Jan van Eyck. Andra medeltidskyrkor i staden är Nikolauskyrkan och Mikaelskyrkan. I Gent finns även lämningar av flera kloster samt två beginhus. I den före detta karmelitkyrkan finns stadens arkeologiska museum. Gent har även ett konstmuseum och ett konstindustrimuseum. I Gent finns också ett universitet, grundat 1816.

## Näringsliv
Volvo Personvagnar och Volvo Lastvagnar har tillverkning i Gent sedan 1960-talet. Personbilstillverkningen är Volvos största fabrik tillsammans med Torslandaverken. 
År 2015 tillverkade Volvo PV:s fabrik Volvo Car Gent här bland annat:
- Volvo S60
- Volvo V60
- Volvo XC40
- Volvo C40

## Sport
Volleybollklubbarna Caruur Volley Gent och VDK Gent Dames kommer från staden.